# Rouffiac-Tolosan

Rouffiac-Tolosan este o comună în departamentul Haute-Garonne din sudul Franței. În 2009 avea o populație de 1.729 de locuitori.

## Evoluția populației
| An        | 1975 | 1982 | 1990 | 1999  | 2006  | 2009  |
| --------- | ---- | ---- | ---- | ----- | ----- | ----- |
| Populație | 626  | 750  | 961  | 1.404 | 1.646 | 1.729 |